# Valea Verde
Valea Verde (szó szerint Zöldvölgy) falu Romániában, Erdélyben, Fehér megyében. Közigazgatásilag Aranyosszohodol községhez tartozik.

## Fekvése
Aranyosszohodol közelében fekvő település.

## Története
Valea Verde korábban Aranyosszohodol része volt, 1941-ben 380 román lakossal. 1956-ban különvált Joldişeşti és Medreşti, ekkor 115 lakosa volt. 1966-ban 72, 1977-ben 57, 1992-ben 31, 2002-ben pedig 23 román lakosa volt.